# 鰐淵理沙
鰐淵 理沙（わにぶち りさ、1973年6月15日- ）は、東京都出身の声楽家。元モデル、タレント。洗足学園大学声楽科卒業。その後、ドイツに渡りケルン音楽大学で声楽及び音楽教育学を学び修士課程修了。アーヘン市立歌劇場の歌手を経て、日本で活動中。二児の母。タッド若松と鰐淵晴子の間に生まれたひとり娘。

## 来歴・人物
- 1991年2月、ロッテが発売した高級板チョコ「ティラミスチョコレート」のCMでデビュー。在籍していた洗足学園大学で声楽を学んだ。
- 1996年、同校声楽科を卒業。
- 2000年9月、ミレニアムイヤーを記念し、日仏共同製作されたミュージカル「ダ・ヴィンチ~光の翼」のヒロイン、モナリザ役に抜擢。南麻布の駐日フランス大使館で発表とキャストのお披露目が行われた。フランスのパリ9区にある「カジノ・ド・パリ （Casino de Paris）」で上演された。

## その他・備考など
- 2005年に出演したTBS「ジャスト」では、母・鰐淵晴子とともにキッチンに立ち、料理の腕を披露した。また、クラシックやミュージカル、声楽を主体とした雑誌や新聞の特集記事などに幾たびか登場したことがある。
- 生年月日は明らかになっていないが、2021年10月27日・28日に放送された「クイズ!脳ベルSHOW」（第1307・1308回。29日の週間チャンピオン戦（第1309回）にも出演）に出演した際、27日時点での年齢が48歳と明かされた[2]。